# Referendum istituzionale in Grecia del 1974
Il referendum istituzionale in Grecia del 1974 si tenne l'8 dicembre ed ebbe ad oggetto la piena restaurazione della monarchia. Dopo il crollo della dittatura dei Colonnelli, al potere dal 1967, il problema della forma di Stato era rimasto insoluto. La Giunta militare aveva già tenuto un plebiscito il 29 luglio 1973, che aveva confermato l'abolizione formale della monarchia e la nascita di una repubblica presidenziale. Tuttavia, dopo la caduta del regime militare, il nuovo governo democratico e moderato di Kōnstantinos Karamanlīs decise di indire un nuovo referendum, dato che tutti gli atti compiuti dalla Giunta furono dichiarati illeciti, e ripristinò, seppur provvisoriamente, la Costituzione greca del 1952, reintroducendo il sistema parlamentare.

## Antefatti
Si trattava del sesto referendum ellenico sul futuro della Corona nel XX secolo (1920, 1924, 1935, 1946, 1973), che si accordava con la voglia di cambiamento dell'opinione pubblica. Benché il primo ministro Karamanlīs fosse un moderato, riconfermato col 54,4% dei voti alle prime elezioni post-giunta del 17 novembre 1974, mantenne una posizione neutrale di fronte alla questione. Il suo silenzio fu ampiamente interpretato come una condanna dell'istituzione che aveva destabilizzato la politica greca in molti momenti cruciali della sua storia: prima del sostegno al golpe dei colonnelli, quello alla dittatura di Metaxas e il suo schieramento militare nella guerra civile greca; infine, negli anni cinquanta, i tentativi di allontanare poliziotti, personale militare e altri garanti dell'ordine dalle istituzioni statali, che avevano una relativa libertà dal controllo pubblico, avevano suscitato l'ira del palazzo reale, incoraggiando gli alti gradi dell'esercito a bloccare le riforme dello Stato e ad impedire un possibile slittamento a sinistra del paese. I più recenti conflitti tra la monarchia e il governo si erano manifestati fin dalla metà degli anni sessanta tra il giovane re Costantino II, da poco salito al trono dopo la morte del padre Paolo, e il primo ministro progressista Georgios Papandreou, quando lo statista aveva inaugurato la campagna elettorale col motto: «Chi governa la Grecia? Il re o il popolo?». Nel 1965 Papandreou era stato fatto dimettere dal re dopo il suo tentativo di avocare per sé la carica di ministro della Difesa. Costantino indusse poi Stephanos Stephanopoulos a formare un "governo del re", che resistette fino al 22 dicembre 1966, a cui succedettero altri due governi di breve durata guidati rispettivamente da Ioannis Paraskevopoulos fino al 3 aprile 1967 e da Panagiōtīs Kanellopoulos fino al 21 aprile 1967.
Dopo aver permesso il colpo di Stato dei generali e colonnelli anticomunisti dell'esercito il 21 aprile 1967 per impedire le imminenti elezioni del 27 maggio successivo, che avrebbero prevedibilmente assegnato la maggioranza ai partiti di centrosinistra, la "coabitazione" tra il nuovo regime militare e il giovane re non durò a lungo. Il 13 dicembre 1967, Costantino II decise di tentare un "contro-golpe" come consigliato dagli ambienti internazionali, ma a causa della poca reattività degli ordini ai militari lealisti, il piano fallì e il sovrano decise di lasciare la Grecia, andando in esilio a Roma. I colonnelli mantennero l'istituto monarchico con una reggenza facente le funzioni del sovrano nella figura del militare golpista Geōrgios Zōitakīs, poi trasferita a Georgios Papadopoulos il 21 marzo 1972. Benché in quegli anni l'effige del re fosse rimasta sulle monete o negli uffici pubblici, lentamente i militari allontanarono le istituzioni dalla monarchia. Le esenzioni fiscali a favore della famiglia reale furono abolite, la complessa rete di istituzioni controllate dalla Corona fu trasferita allo Stato, le insegne reali furono rimosse dalle monete, l'esercito, la Marina e l'Aeronautica cessarono di essere regie ed i giornali ricevettero il divieto di pubblicare fotografie o interviste a Costantino II. 
Il 1º giugno 1973, Papadopoulos, il dittatore della Grecia e mente della Giunta, decise con un atto unilaterale di abolire la monarchia greca, dopo l'ammutinamento del cacciatorpediniere Velos poche settimane prima e la scoperta di una rete di militari ancora fedeli al re in esilio, e si proclamò presidente, nella speranza che l'introduzione di un regime repubblicano potesse far acquisire più consensi ai colonnelli. La decisione fu poi formalmente confermata dal plebiscito pilotato del 29 luglio successivo. Con la repressione sanguinosa della rivolta del Politecnico di Atene nel novembre dello stesso anno, la dittatura militare entrò definitivamente in crisi e senza più supporto esterno ed interno. Alla caduta del regime, il 24 luglio 1974, la monarchia non venne restaurata anche se gli atti della giunta militare furono dichiarati illeciti e il paese restò nominalmente un regime repubblicano provvisorio con la precedente Costituzione del periodo monarchico. 

I risultati del referendum in percentuali per prefetture

## Il voto
All'ex re Costantino II non fu permesso di ritornare dall'esilio a Londra, dove si era trasferito con la famiglia, per partecipare alla campagna referendaria in patria, ma poté comunque pronunciare un discorso radiofonico il 26 novembre e uno televisivo il 6 dicembre alla nazione, insistendo che avrebbe sempre obbedito alla "volontà sovrana del popolo" e che, in caso di restaurazione, sarebbe stata introdotta una "democrazia coronata", sostenuta ancora da qualche politico conservatore, ma non dal capo del governo.
Dalla parte repubblicana si schierarono varie personalità, tra cui Marios Ploritis, Leonidas Kyrkos, Phaedon Vegleris, George Koumandos, Alexandros Panagulis e il futuro primo ministro Kostas Simitis. Durante la campagna referendaria, sempre la fazione repubblicana appose sui propri manifesti un ritratto di Federica di Hannover, madre di Costantino II, corredato dallo slogan "Se voti sì, lei torna", riferendosi ai ricordi negativi che aveva lasciato come regina, considerata la vera eminenza grigia della politica ellenica di quegli anni. L'unica formazione che sostenne il ripristino della monarchia fu l'Unione Democratica Nazionale, mentre la Sinistra Unita (Sinistra Democratica Unita, Partito Comunista di Grecia e Partito Comunista di Grecia dell'Interno), il Movimento Socialista Panellenico, l'Unione di Centro - Nuove Forze si schierarono per la Repubblica, invece Nuova Democrazia lasciò libertà di scelta. 

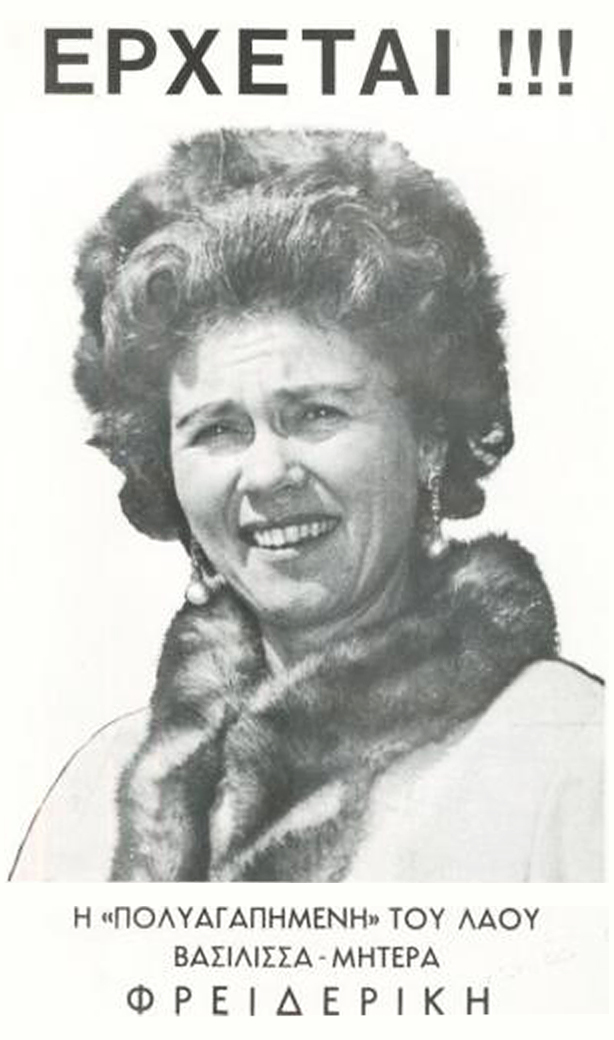
Un manifesto anti-monarchico durante il referendum che recita: "Sta arrivando! L'amata regina madre del popolo, Federica"

La consultazione dell'8 dicembre 1974 si concluse con la vittoria della Repubblica col 69,2% dei voti, a seguito di un'affluenza alle urne pari al 75,6% degli aventi diritto. Nei maggiori centri come Atene e Salonicco i voti repubblicani raggiunsero quasi l'80%, mentre ad esempio a Creta votò a favore della Repubblica oltre il 90% degli elettori. Solo le prefetture di Laconia e Rodopi votarono in maggioranza per la monarchia, a cui andò complessivamente in tutto il paese solo il 30,8% dei voti. Il territorio monastico del Monte Athos, data la sua particolare autonomia, fu esente dal voto. Poco dopo la mezzanotte, migliaia di ateniesi si radunarono in Piazza Syntagma per festeggiare il risultato di 2 a 1 a favore della Repubblica, la "democrazia senza corona" come era stata chiamata sulla scheda, irridendo Costantino II con slogan come "Il tedesco morirà stanotte", riferendosi alle origini etniche della dinastia. Alla famiglia reale greca in esilio furono requisiti i beni patrimoniali e all'ex monarca venne tolta la cittadinanza greca.
Mentre iniziavano i lavori per la nuova carta costituzionale, il presidente Phaedon Gizikis, un militare messo formalmente a capo dello Stato greco dai colonnelli il 25 novembre 1973, che aveva deciso di avviare la transizione democratica, si dimise il 17 dicembre 1974 e a lui subentrò provvisoriamente il politico Michaīl Stasinopoulos come primo presidente della Terza Repubblica Ellenica.
Nel febbraio 1988, l'allora primo ministro Konstantinos Mitsotakis tornò sulla questione dichiarando in un'intervista che, sebbene fosse repubblicano, il modo in cui era stato condotto il referendum era stato "ingiusto", attirandosi ampie critiche.

## Risultati
| Scelte                       | Voti      | %    |
| ---------------------------- | --------- | ---- |
| Repubblica                   | 3.245.111 | 69,2 |
| Monarchia                    | 1.445.875 | 30,8 |
| Non validi/schede bianche    | 28.801    | –    |
| Totale                       | 4.719.787 | 100  |
| Iscritti/affluenza alle urne | 6.244.539 | 75,6 |